# Sursumura robustissima
Sursumura robustissima is een pissebed uit de familie Munnopsidae. De wetenschappelijke naam van de soort is voor het eerst geldig gepubliceerd in 1925 door Théodore Monod.